# Danh sách tiểu hành tinh: 24101–24200
| Tên                  | Tên đầu tiên | Ngày phát hiện       | Nơi phát hiện                      | Người phát hiện                                  |
| -------------------- | ------------ | -------------------- | ---------------------------------- | ------------------------------------------------ |
| 24101 Cassini        | 1999 VA9     | 9 tháng 11 năm 1999  | Fountain Hills                     | C. W. Juels                                      |
| 24102 Jacquescassini | 1999 VD9     | 9 tháng 11 năm 1999  | Fountain Hills                     | C. W. Juels                                      |
| 24103 Dethury        | 1999 VS9     | 9 tháng 11 năm 1999  | Fountain Hills                     | C. W. Juels                                      |
| 24104 Vinissac       | 1999 VZ9     | 9 tháng 11 năm 1999  | Fountain Hills                     | C. W. Juels                                      |
| 24105 Broughton      | 1999 VE10    | 9 tháng 11 năm 1999  | Fountain Hills                     | C. W. Juels                                      |
| 24106 -              | 1999 VA12    | 10 tháng 11 năm 1999 | Fountain Hills                     | C. W. Juels                                      |
| 24107 -              | 1999 VS19    | 12 tháng 11 năm 1999 | Zeno                               | T. Stafford                                      |
| 24108 -              | 1999 VL20    | 11 tháng 11 năm 1999 | Fountain Hills                     | C. W. Juels                                      |
| 24109 -              | 1999 VO20    | 11 tháng 11 năm 1999 | Fountain Hills                     | C. W. Juels                                      |
| 24110 -              | 1999 VP20    | 11 tháng 11 năm 1999 | Fountain Hills                     | C. W. Juels                                      |
| 24111 -              | 1999 VY22    | 13 tháng 11 năm 1999 | High Point                         | D. K. Chesney                                    |
| 24112 -              | 1999 VO23    | 14 tháng 11 năm 1999 | Fountain Hills                     | C. W. Juels                                      |
| 24113 -              | 1999 VQ23    | 14 tháng 11 năm 1999 | Fountain Hills                     | C. W. Juels                                      |
| 24114 -              | 1999 VV23    | 14 tháng 11 năm 1999 | Fountain Hills                     | C. W. Juels                                      |
| 24115 -              | 1999 VH24    | 15 tháng 11 năm 1999 | Fountain Hills                     | C. W. Juels                                      |
| 24116 -              | 1999 VK24    | 15 tháng 11 năm 1999 | Fountain Hills                     | C. W. Juels                                      |
| 24117 -              | 1999 VQ26    | 3 tháng 11 năm 1999  | Socorro                            | LINEAR                                           |
| 24118 Babazadeh      | 1999 VX28    | 3 tháng 11 năm 1999  | Socorro                            | LINEAR                                           |
| 24119 Katherinrose   | 1999 VB32    | 3 tháng 11 năm 1999  | Socorro                            | LINEAR                                           |
| 24120 Jeremyblum     | 1999 VR33    | 3 tháng 11 năm 1999  | Socorro                            | LINEAR                                           |
| 24121 Achandran      | 1999 VV33    | 3 tháng 11 năm 1999  | Socorro                            | LINEAR                                           |
| 24122 -              | 1999 VW34    | 3 tháng 11 năm 1999  | Socorro                            | LINEAR                                           |
| 24123 Timothychang   | 1999 VU35    | 3 tháng 11 năm 1999  | Socorro                            | LINEAR                                           |
| 24124 Dozier         | 1999 VH36    | 3 tháng 11 năm 1999  | Socorro                            | LINEAR                                           |
| 24125 Sapphozoe      | 1999 VS36    | 3 tháng 11 năm 1999  | Socorro                            | LINEAR                                           |
| 24126 Gudjonson      | 1999 VC49    | 3 tháng 11 năm 1999  | Socorro                            | LINEAR                                           |
| 24127 -              | 1999 VZ52    | 3 tháng 11 năm 1999  | Socorro                            | LINEAR                                           |
| 24128 Hipsman        | 1999 VU53    | 4 tháng 11 năm 1999  | Socorro                            | LINEAR                                           |
| 24129 Oliviahu       | 1999 VJ62    | 4 tháng 11 năm 1999  | Socorro                            | LINEAR                                           |
| 24130 Alexhuang      | 1999 VW63    | 4 tháng 11 năm 1999  | Socorro                            | LINEAR                                           |
| 24131 Jonathuggins   | 1999 VG65    | 4 tháng 11 năm 1999  | Socorro                            | LINEAR                                           |
| 24132 -              | 1999 VS67    | 4 tháng 11 năm 1999  | Socorro                            | LINEAR                                           |
| 24133 Chunkaikao     | 1999 VW67    | 4 tháng 11 năm 1999  | Socorro                            | LINEAR                                           |
| 24134 Cliffordkim    | 1999 VD70    | 4 tháng 11 năm 1999  | Socorro                            | LINEAR                                           |
| 24135 Lisann         | 1999 VA71    | 4 tháng 11 năm 1999  | Socorro                            | LINEAR                                           |
| 24136                | 1999 VL72    | 14 tháng 11 năm 1999 | Xinglong                           | Chương trình tiểu hành tinh Bắc Kinh Schmidt CCD |
| 24137 -              | 1999 VP72    | 9 tháng 11 năm 1999  | Stroncone                          | A. Vagnozzi                                      |
| 24138 Benjaminlu     | 1999 VB81    | 4 tháng 11 năm 1999  | Socorro                            | LINEAR                                           |
| 24139 Brianmcarthy   | 1999 VE89    | 4 tháng 11 năm 1999  | Socorro                            | LINEAR                                           |
| 24140 Evanmirts      | 1999 VQ89    | 5 tháng 11 năm 1999  | Socorro                            | LINEAR                                           |
| 24141 -              | 1999 VN113   | 4 tháng 11 năm 1999  | Catalina                           | CSS                                              |
| 24142 -              | 1999 VP114   | 9 tháng 11 năm 1999  | Catalina                           | CSS                                              |
| 24143 -              | 1999 VY124   | 10 tháng 11 năm 1999 | Socorro                            | LINEAR                                           |
| 24144 Philipmocz     | 1999 VU137   | 12 tháng 11 năm 1999 | Socorro                            | LINEAR                                           |
| 24145 -              | 1999 VD154   | 13 tháng 11 năm 1999 | Catalina                           | CSS                                              |
| 24146 Benjamueller   | 1999 VY158   | 14 tháng 11 năm 1999 | Socorro                            | LINEAR                                           |
| 24147 Stefanmuller   | 1999 VH162   | 14 tháng 11 năm 1999 | Socorro                            | LINEAR                                           |
| 24148 Mychajliw      | 1999 VM169   | 14 tháng 11 năm 1999 | Socorro                            | LINEAR                                           |
| 24149 Raghavan       | 1999 VL173   | 15 tháng 11 năm 1999 | Socorro                            | LINEAR                                           |
| 24150 -              | 1999 VN174   | 13 tháng 11 năm 1999 | Catalina                           | CSS                                              |
| 24151 -              | 1999 VR184   | 15 tháng 11 năm 1999 | Socorro                            | LINEAR                                           |
| 24152 Ramasesh       | 1999 VR185   | 15 tháng 11 năm 1999 | Socorro                            | LINEAR                                           |
| 24153 Davidalex      | 1999 VE188   | 15 tháng 11 năm 1999 | Socorro                            | LINEAR                                           |
| 24154 Ayonsen        | 1999 VP188   | 15 tháng 11 năm 1999 | Socorro                            | LINEAR                                           |
| 24155 Serganov       | 1999 VX188   | 15 tháng 11 năm 1999 | Socorro                            | LINEAR                                           |
| 24156 Hamsasridhar   | 1999 VZ188   | 15 tháng 11 năm 1999 | Socorro                            | LINEAR                                           |
| 24157 -              | 1999 VN192   | 1 tháng 11 năm 1999  | Anderson Mesa                      | LONEOS                                           |
| 24158 -              | 1999 VV192   | 1 tháng 11 năm 1999  | Anderson Mesa                      | LONEOS                                           |
| 24159 -              | 1999 VY192   | 1 tháng 11 năm 1999  | Anderson Mesa                      | LONEOS                                           |
| 24160 -              | 1999 VS207   | 9 tháng 11 năm 1999  | Stroncone                          | Stroncone                                        |
| 24161 -              | 1999 VU219   | 5 tháng 11 năm 1999  | Socorro                            | LINEAR                                           |
| 24162 Askaci         | 1999 WD      | 17 tháng 11 năm 1999 | Olathe                             | L. Robinson                                      |
| 24163 -              | 1999 WT1     | 25 tháng 11 năm 1999 | Đài thiên văn Zvjezdarnica Višnjan | K. Korlević                                      |
| 24164 -              | 1999 WM3     | 28 tháng 11 năm 1999 | Oizumi                             | T. Kobayashi                                     |
| 24165 -              | 1999 WQ3     | 28 tháng 11 năm 1999 | Oizumi                             | T. Kobayashi                                     |
| 24166 -              | 1999 WW3     | 28 tháng 11 năm 1999 | Oizumi                             | T. Kobayashi                                     |
| 24167 -              | 1999 WC4     | 28 tháng 11 năm 1999 | Oizumi                             | T. Kobayashi                                     |
| 24168 Hexlein        | 1999 WH9     | 29 tháng 11 năm 1999 | Starkenburg Observatory            | Starkenburg                                      |
| 24169 -              | 1999 WQ11    | 29 tháng 11 năm 1999 | Oohira                             | T. Urata                                         |
| 24170 -              | 1999 WB13    | 29 tháng 11 năm 1999 | Bédoin                             | P. Antonini                                      |
| 24171 -              | 1999 XE1     | 2 tháng 12 năm 1999  | Oizumi                             | T. Kobayashi                                     |
| 24172 -              | 1999 XG1     | 2 tháng 12 năm 1999  | Oizumi                             | T. Kobayashi                                     |
| 24173 SLAS           | 1999 XS1     | 3 tháng 12 năm 1999  | Oaxaca                             | J. M. Roe                                        |
| 24174 -              | 1999 XZ4     | 4 tháng 12 năm 1999  | Catalina                           | CSS                                              |
| 24175 -              | 1999 XD5     | 4 tháng 12 năm 1999  | Catalina                           | CSS                                              |
| 24176 -              | 1999 XP6     | 4 tháng 12 năm 1999  | Catalina                           | CSS                                              |
| 24177 -              | 1999 XJ7     | 4 tháng 12 năm 1999  | Fountain Hills                     | C. W. Juels                                      |
| 24178 -              | 1999 XL7     | 4 tháng 12 năm 1999  | Fountain Hills                     | C. W. Juels                                      |
| 24179 -              | 1999 XS7     | 4 tháng 12 năm 1999  | Fountain Hills                     | C. W. Juels                                      |
| 24180 -              | 1999 XH8     | 3 tháng 12 năm 1999  | Oizumi                             | T. Kobayashi                                     |
| 24181 -              | 1999 XN8     | 2 tháng 12 năm 1999  | Kvistaberg                         | Uppsala-DLR Asteroid Survey                      |
| 24182 -              | 1999 XP11    | 5 tháng 12 năm 1999  | Catalina                           | CSS                                              |
| 24183 -              | 1999 XV11    | 6 tháng 12 năm 1999  | Catalina                           | CSS                                              |
| 24184 -              | 1999 XS13    | 5 tháng 12 năm 1999  | Socorro                            | LINEAR                                           |
| 24185                | 1999 XM14    | 3 tháng 12 năm 1999  | Nachi-Katsuura                     | Y. Shimizu, T. Urata                             |
| 24186 Shivanisud     | 1999 XL18    | 3 tháng 12 năm 1999  | Socorro                            | LINEAR                                           |
| 24187 -              | 1999 XO18    | 3 tháng 12 năm 1999  | Socorro                            | LINEAR                                           |
| 24188 Matthewage     | 1999 XS24    | 6 tháng 12 năm 1999  | Socorro                            | LINEAR                                           |
| 24189 Lewasserman    | 1999 XR25    | 6 tháng 12 năm 1999  | Socorro                            | LINEAR                                           |
| 24190 Xiaoyunyin     | 1999 XT28    | 6 tháng 12 năm 1999  | Socorro                            | LINEAR                                           |
| 24191 Qiaochuyuan    | 1999 XK30    | 6 tháng 12 năm 1999  | Socorro                            | LINEAR                                           |
| 24192 -              | 1999 XM30    | 6 tháng 12 năm 1999  | Socorro                            | LINEAR                                           |
| 24193 -              | 1999 XF32    | 6 tháng 12 năm 1999  | Socorro                            | LINEAR                                           |
| 24194 Paľuš          | 1999 XU35    | 8 tháng 12 năm 1999  | Modra                              | A. Galád, D. Kalmančok                           |
| 24195 -              | 1999 XD36    | 6 tháng 12 năm 1999  | Gekko                              | T. Kagawa                                        |
| 24196 -              | 1999 XG37    | 7 tháng 12 năm 1999  | Fountain Hills                     | C. W. Juels                                      |
| 24197 -              | 1999 XP37    | 7 tháng 12 năm 1999  | Črni Vrh                           | Črni Vrh                                         |
| 24198 Xiaomengzeng   | 1999 XB39    | 6 tháng 12 năm 1999  | Socorro                            | LINEAR                                           |
| 24199 Tsarevsky      | 1999 XD39    | 6 tháng 12 năm 1999  | Socorro                            | LINEAR                                           |
| 24200 Peterbrooks    | 1999 XB40    | 6 tháng 12 năm 1999  | Socorro                            | LINEAR                                           |